# Karl Müller (litograf)
Carl (Karl) Müller, född 5 oktober 1778 i Grossdeteleben, Tyskland, död efter 1831 troligen utomlands, var en tysk-svensk stentryckare och en av de första personer som etablerade litografin i Sverige.
Müller var från 1827 gift med Sophia (Sofie) Fernholm, tidigare gift Allesson. Müller kom  i december 1817 till Stockholm där han ingick kompaniskap med sin landsman Ludvig Fehr etablerade det första stentryckeriet i Sverige. De första trycken bestod av några porträtt och andra smärre blad huvudsakligen utförda av Fehr. Tillsammans tryckte de och gav under några år ut  tidskriften Konst och nyhets-magazin som var en föregångare till Fredrik Boijes tidskrift Magasin för konst, nyheter och moder. Från 1819 finns tryckta planscher som enbart bär Müllers signatur och kompanjonskapet mellan Fehr och Müller upplöstes omkring 1820 då Fehr lämnade Stockholm. Müller fortsatte att driva verksamheten ensam under hela 1820-talet och tryckte kartor, noter, porträtt, genrebilder och vetenskapliga illustrationer men i och med att Fehr som var den konstnärligt skolade tryckaren lämnat verksamheten var kvalitén i trycket mycket skiftande. Bland hans bättre arbeten räknas Fredric Werners Stockholmsvyer, Uppsala domkyrka (1826-1829) samt Stockholms utseende i äldre tider och nyare tider (1829). På grund av konkurrens från andra tryckerier med större konstnärlig utbildning övergick Müller till att framställa litografiskt musiktryck med bland annat Orpheus och utgav sannolikt på eget förlag, en betydande mängd musikalier. En samling musikalier för piano forte 1825-26 som bestod av 26 häften med litografiskt nottryck. Omkring 1830 gjorde han försök med zinkgravyrer men utan resultat eftersom han försvann från Stockholm utan att lämna några spår efter sig. Hans hustru Sofie fortsatte med biträde av litografen Carl Fredrik Schultén att driva stentryckeriet fram till 1857 med produktion av nottryck, som sedan övergick i andra händer. Müller är representerad vid Nationalmuseum.